# Aeroportul Wrangell
Aeroportul Wrangell (IATA: WRG, ICAO: PAWG, FAA LID: WRG) este un aeroport din Wrangell⁠(d), City and Borough of Wrangell⁠(d), Alaska, Statele Unite ale Americii ce deservește zona Wrangell⁠(d). Aeroportul a fost tranzitat în 2019 de 29.552 de pasageri. A fost numit după zona deservită.
Situat la o altitudine de 15 m, aeroportul dispune de 1 pistă. Este operat de Alaska Department of Transportation & Public Facilities⁠(d).

## Infrastructură

### Piste
Aeroportul dispune de o singură pistă. Pista 10/28 are suprafața de asfalt și dimensiunile 6.000 picioare × 150 picioare. 